# Poecile cinctus

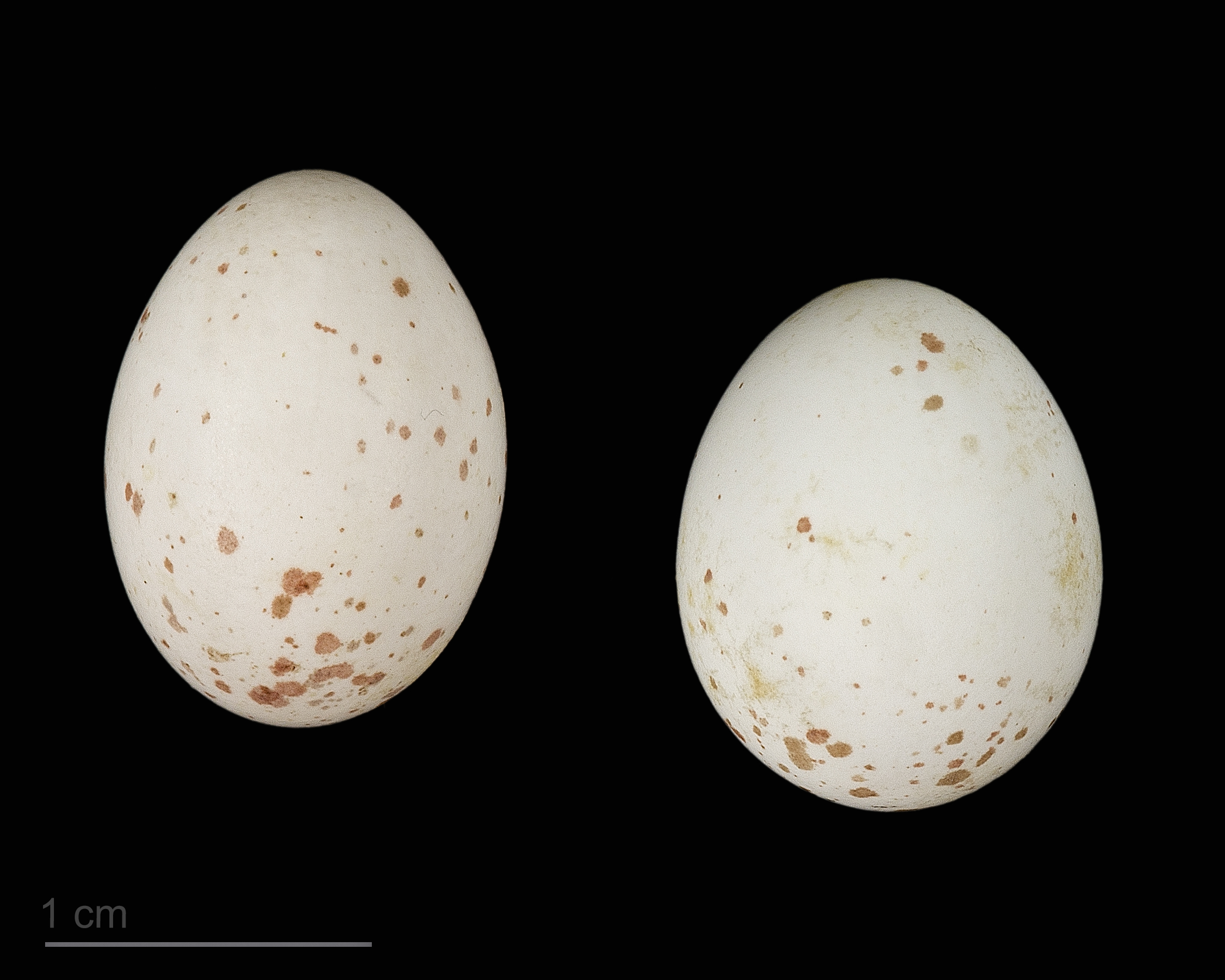
Poecile cinctus cinctus

Poecile cinctus là một loài chim trong họ Paridae.